# Llista de tresmils del Pirineu aragonès

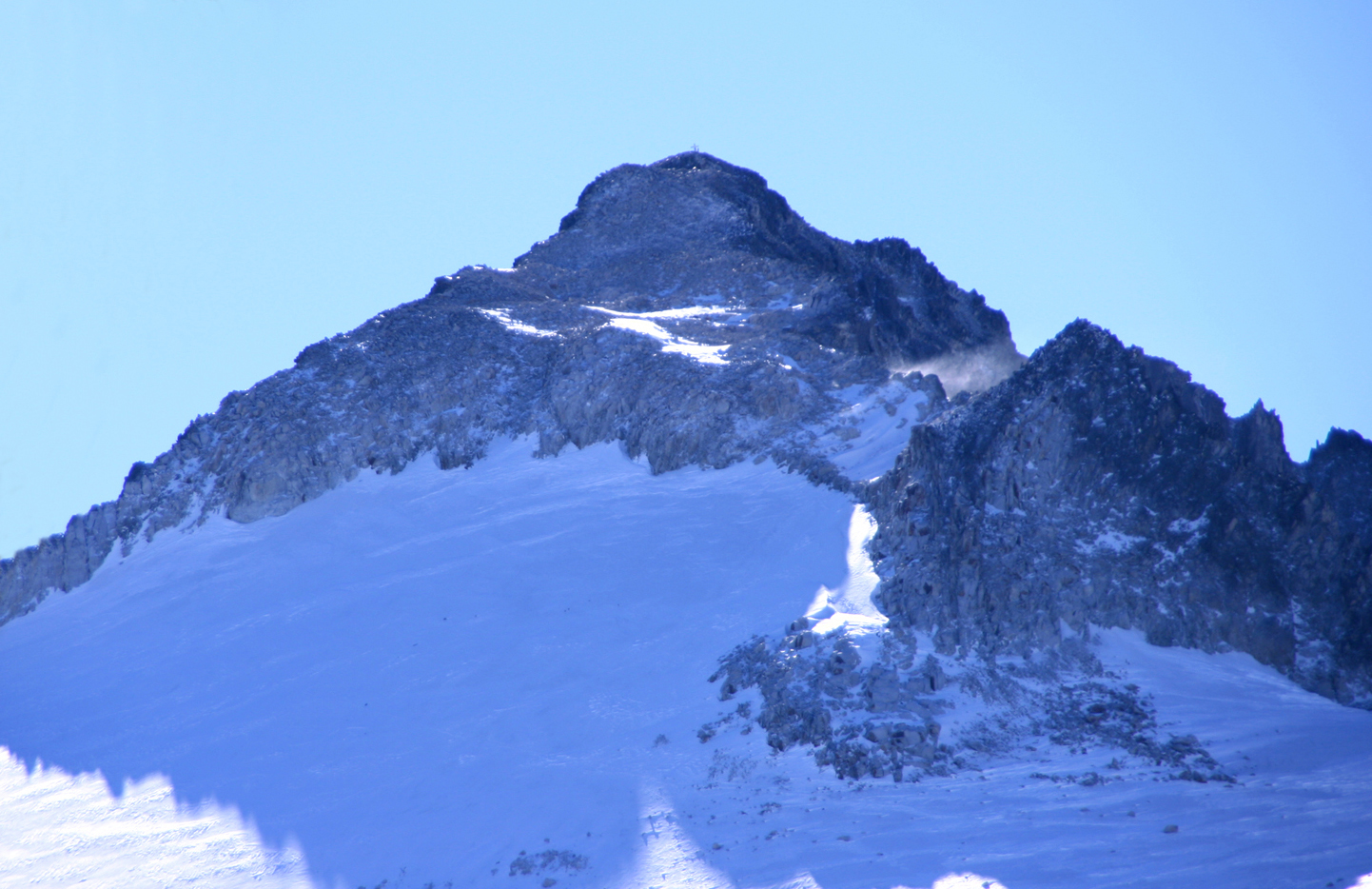
Pic d'Aneto

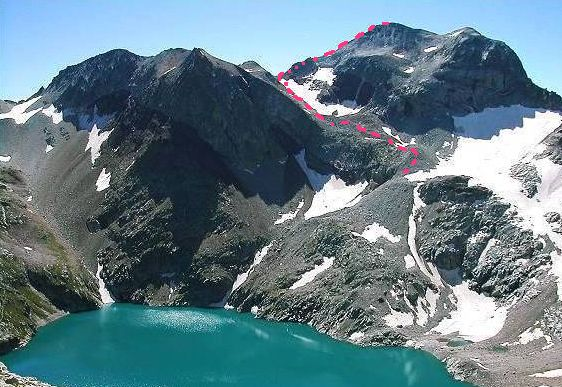
El Pic de Perdiguero (dreta) aixecant-se per sobre delllac de Portillón

Mont Perdut

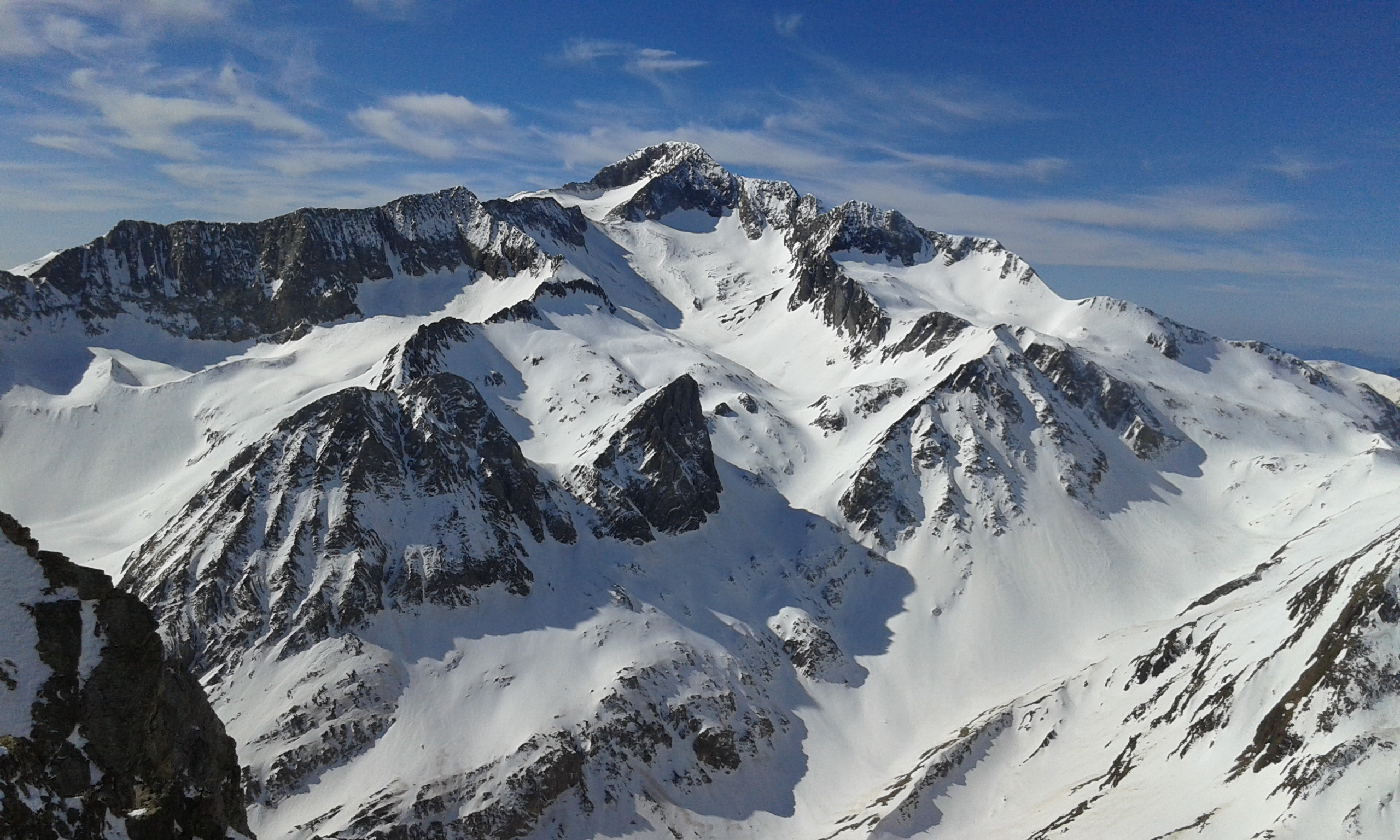
Pic de Posets

El que segueix és la llista de tresmils del Pirineu aragonès.
| Nom                                   | Comarca      | Serra                                          | Alçada | Observacions                    |
| ------------------------------------- | ------------ | ---------------------------------------------- | ------ | ------------------------------- |
| Pic d'Aneto                           | Ribagorça    | Serralada de Maladeta, Pirineus                | 3404 m | Cim més alt dels Pirineus       |
| Pic de Posets (Llardana)              | Ribagorça    | Pirineus                                       | 3375 m |                                 |
| Mont Perdut                           | Sobrarbe     | Parc Nacional d'Ordesa i Mont Perdut, Pirineus | 3355 m |                                 |
| Espadas                               | Ribagorça    | Pirineus                                       | 3332 m |                                 |
| Cilindre de Marboré                   | Sobrarbe     | Parc Nacional d'Ordesa i Mont Perdut, Pirineus | 3328 m | Frontera entre Espanya i França |
| Perdiguero                            | Ribagorça    | Pirineus                                       | 3222 m | Frontera entre Espanya i França |
| Pic Russell                           | Ribagorça    | Serralada de Maladeta, Pirineus                | 3205 m |                                 |
| Maladeta                              | Ribagorça    | Serralada de Maladeta, Pirineus                | 3312 m |                                 |
| Vinyamala (Comachibosa)               | Sobrarbe     | Parc Nacional d'Ordesa i Mont Perdut, Pirineus | 3298 m | Frontera entre Espanya i França |
| Soum de Ramond (o Pic Anyisclo)       | Sobrarbe     | Parc Nacional d'Ordesa i Mont Perdut, Pirineus | 3263 m |                                 |
| Bachimala (Pic Schrader)              | Sobrarbe     | Pirineus                                       | 3177 m | Frontera entre Espanya i França |
| Balaitus (Pico Os Moros)              | Alto Gállego | Pirineus                                       | 3144 m | Frontera entre Espanya i França |
| Taillon                               | Sobrarbe     | Pirineus                                       | 3144 m | Frontera entre Espanya i França |
| La Munia                              | Sobrarbe     | Pirineus                                       | 3133 m | Frontera entre Espanya i França |
| Pic de Gourgs Blancs                  | Ribagorça    | Pirineus                                       | 3129 m | Frontera entre Espanya i França |
| Pic Crabiules                         | Ribagorça    | Pirineus                                       | 3116 m | Frontera entre Espanya i França |
| Infiernos                             | Alto Gállego | Pirineus                                       | 3073 m |                                 |
| Pic de Vallibierna                    | Ribagorça    | Pirineus                                       | 3062 m |                                 |
| Garmo Negro                           | Alto Gállego | Pirineus                                       | 3051 m |                                 |
| Argualas                              | Alto Gállego | Pirineus                                       | 3046 m |                                 |
| Culfreda (Pic de Batoua)              | Sobrarbe     | Pirineus                                       | 3034 m |                                 |
| Gran Eriste                           | Ribagorça    | Pirineus                                       | 3024 m |                                 |
| Tour du Marboré (Punta Faixón)        | Sobrarbe     | Parc Nacional d'Ordesa i Mont Perdut, Pirineus | 3009 m | Frontera entre Espanya i França |
| Casco de Marboré (Punta Corral Ciego) | Sobrarbe     | Parc Nacional d'Ordesa i Mont Perdut, Pirineus | 3006 m |                                 |
| Gran Facha (Pico Vachimanya)          | Alto Gállego | Pirineus                                       | 3005 m | Frontera entre Espanya i França |